# Bense
Bense este un oraș din Dominica.